# Zagorka (2007.)
Zagorka je hrvatski igrano-dokumentarni film iz 2007. o hrvatskoj književnici Mariji Jurić Zagorki. Redateljica je Biljana Čakić Veselič, a Zagorku su u filmu glumile četiri amaterske glumice (Klara Justić, Irena Hiklik, Vedrana Ćetković i Đurđa Veljović), dok su sporedne uloge imali Bojan Navojec, Žarko Potočnjak, Kristina Krepela, Urša Raukar, Nada Gačešić Livaković i drugi.
Snimanje filma započelo je 12. siječnja 2007. godine kao rad volontera bez financijske potpore, no produkcija je ubrzo dobila sponzore, među kojima su Ured za kulturu Grada Zagreba i Ured za ravnopravnost spolova RH. Na filmu je radilo oko 120 ljudi na sedam lokacija u Zagrebu i okolici. Snimanje i proizvodnja film završili su sredinom 2007.,[nedostaje izvor] a svečana premijera održana je 30. listopada iste godine.
U filmu su prikazane autentične arhivske snimke iz razdoblja Zagorkina života, a priprema za produkciju trajala je tri godine.